# Libanesisch-Arabisch
Das Libanesisch-Arabische ist ein arabischer Dialekt, der gemeinsame Merkmale sowohl mit dem Palästinensischen wie auch mit dem Syrischen teilt. Alle drei Dialekte gehören zum levantinischen Arabisch.
Ähnlich wie das ägyptische Arabisch hat der libanesische Dialekt in der arabischen Welt eine große Medienpräsenz, da Beirut ein wichtiges Zentrum der arabischen Unterhaltungsindustrie ist.

## Aussprache

### Vokale
Wie alle arabischen Dialekte ist das Libanesische zunächst durch den Wegfall der kurzen Vokale im Auslaut und die dadurch bedingte Vereinfachung der Flexion charakterisiert. Darüber hinaus gibt es weitere Ausspracheunterschiede zum Hocharabischen.
- Häufiger Entfall unbetonter Kurzvokale und Aufgabe der hocharabischen Silbenstruktur, nach der zwei aufeinanderfolgende Konsonanten im Wortanlaut sowie Dreierkonsonanzen unmöglich sind. Bsp.: Slaimān Suleiman; btiktbu ihr schreibt.
- Vorliebe für den Kurzvokal i: Kurzes u (in sehr vielen Wörtern) und zum Teil kurzes a verwandeln sich in i. Weiterhin tritt zum Teil i als Hilfsvokal zur Ausspracheerleichterung ein. Bsp.: kull > kill alles; ḫubz > ḫibiz Brot; naḥnu > niḥna wir.
- Umgekehrt vor emphatischen Konsonanten manchmal Entwicklung von i zu u. Bsp.: qiṣṣa > ʾuṣṣa Geschichte; niṣf > nuṣṣ Hälfte.
- Für die aus dem Hocharabischen bekannte helle Variante von ā wird eine sehr geschlossene Aussprache verwendet (beinahe e wie in See). Bsp.: ṯānī [θæːni] > tāni [teːni] zweiter.
- Aussprache der Femininendung Tāʾ marbūṭa, außer nach bestimmten Konsonanten, als e (oder sogar i). Bsp.: ǧarīda > žarīde Zeitung; maḥabba > maḥabbe Liebe.
- Die Diphthonge ai und au sind traditionell – im Unterschied zu fast allen anderen Dialekten – noch als solche erhalten. Von den meisten Sprechern werden sie heute allerdings nur noch in offener Silbe als Diphthonge gesprochen, während sie in geschlossener Silbe zu ē bzw. ō zusammengezogen sind.  Bsp.: yōm Tag, aber: yaumēn zwei Tage.

### Konsonanten
Bei der Aussprache der Konsonanten ist zwischen sogenannten Buchwörtern und dem Alltagswortschatz zu unterscheiden. Bei ersteren entspricht die Aussprache – zwar mit  Vereinfachungen – den Verhältnissen im Hocharabischen. Die folgenden Regeln gelten dagegen für Alltagswörter, d. h. den weit überwiegenden Teil des Wortschatzes.
- Wegfall von Zahn- oder Lispellauten: ṯ (stimmloses th in engl. thing), ḏ (stimmhaftes th in engl. this) sowie ẓ (emphatisches Pendant zu ḏ) werden zu t, d bzw. ḍ verschoben. Bsp.: ṯalāṯa > tlāte drei; hāḏā > haida dieser; ẓuhr > ḍuhir Mittag.
- Weiche Aussprache von ǧ (dsch in Dschungel) als französisches j wie in Journal, in der Umschrift mit ž bezeichnet. Bsp.: ǧāmiʿa > žāmʿa Universität. (Diese Erweichung übernehmen Libanesen auch bei der Aussprache des Hocharabischen.)
- Vereinfachung von q (ein sehr tiefer, dunkler k-Laut) zu hamza, d. h. einfachem Stimmabsatz wie in dt. ab'ändern. Bsp.: qalb > ʾalb Herz; ḥaqīqa > ḥaʾīʾa Wahrheit.
- Im Gegenzug entfällt hamza oder wird durch y ersetzt in den Fällen, wo es im Hocharabischen bei der Wortbildung entsteht und nicht zur Wurzel gehört.  Bsp.: masāʾ > masa Abend; ǧarāʾid > žarāyid Zeitungen.
- Vereinfachung von verdoppelten Konsonanten vor konsonantischen Endungen. Bsp.: kill alles, aber: kilna wir alle. (In vielen anderen Dialekten wird im selben Fall die Verdopplung beibehalten und vor der Endung i eingefügt, z. B. ägyptisch kullina.)

### Betonung
Hinsichtlich des Wortakzents ist das Libanesische konservativ. Es hat die Betonungsregeln des klassischen Arabisch gänzlich bewahrt. Das bedeutet, dass die Betonung auf der drittletzten Silbe liegt, sofern keine der beiden letzten Silben lang (d. h. langvokalisch oder geschlossen) ist: mádrase Schule. Andere Dialekte zeigen hier zum Teil starke Abweichungen. (So z. B. wiederum das Ägyptische, das die Betonung auf die vorletzte Silbe verlegt: madrása.)

## Grammatik
Die Grammatik der arabischen Dialekte im Bereich des östlichen Mittelmeers ist relativ einheitlich. Viele der folgenden Eigenschaften sind daher keine Alleinstellungsmerkmale des Libanesischen.
- Bildung eines Präsens mit dem Präfix b- (bzw. m- in der 1. Person Plural): bifham ich verstehe, minšūf wir sehen.
- Die präfixlose Form drückt den Konjunktiv aus. Dessen 1. Person Singular entspricht dem einfachen Stamm: rūḥ dass ich gehe. (In andern Dialekten meist: arūḥ.)
- Bildung eines Futurs mit der Partikel raḥ + Konjunktiv: raḥ šūf ich werde sehen.
- Verneinung des Verbs durch vorgestelltes mā. Keine doppelte Verneinung wie im Ägyptischen.
- Häufiger Gebrauch des femininen Sachplurals auch für Personen: niḥna libnānīye wir sind Libanesen, statt: niḥna libnānīyīn.
- Verwendung von – hier nur scheinbar – femininen Pronominalformen: hinne sie (pl.), ktābkun euer Buch, ktābun ihr Buch.
- Die Unterscheidung zwischen den Präpositionen bi (“durch, mit”) und fī (“in”) ist aufgegeben. Nur bi wird als Präposition gebraucht, während fī die zugehörigen Pronominaladverbien bildet.

## Wortschatz
Eine gewisse Zahl von Wörtern hat sich aus den vor der Arabisierung gesprochenen Sprachen, v. a. dem Aramäischen, im Libanesischen erhalten. Wie groß der Anteil dieser Wörter im Vergleich zu jenen arabischen Ursprungs ist, ist schwer zu sagen, da sowohl Aramäisch als auch Arabisch semitische Sprachen sind, die sich in ihren Wortstämmen ähneln. Zudem ist die Frage, von welcher der beiden Sprachen das heutige Libanesisch stärker geprägt wurde, ein Politikum. Der Dialekt verfügt allerdings nicht über eine solche Fülle im Wortschatz, sodass umgekehrt viele hocharabische Wörter keine Entsprechung haben. Die Zahl türkischer Wörter ist etwas größer als in der Hochsprache, insgesamt aber eher gering.
Der libanesische Dialekt ist stark mit Fremdwörtern aus westlichen Sprachen durchsetzt, vor allem Englisch und Französisch. Viele der arabischen Neologismen, durch die in der Hochsprache westliche Begriffe weitgehend ersetzt werden, haben sich im Libanesischen nicht durchsetzen können. Dies gilt auch für die meisten anderen arabischen Dialekte. Typisch libanesisch ist darüber hinaus aber die häufige Verwendung französischer oder englischer Wörter, wo eigentlich eine genuin arabische Entsprechung zur Verfügung stünde, oder die Einmischung ganzer Wortgruppen. Etwa lautet die üblichste Begrüßung „bon jour“, die üblichste Verabschiedung „bye bye“, zum Dank sagt man gleichberechtigt „merci“, „thank you“ oder „šukran“.